# Joël Matip
Joël André Matip Job (Bochum, 8 agosto 1991) è un ex calciatore tedesco naturalizzato camerunese, di ruolo difensore.

## Biografia
Matip è nato a Bochum da madre tedesca e dall'ex calciatore camerunese Jean Matip. È il fratello del compagno di nazionale camerunese Marvin Matip e cugino di Joseph-Désiré Job. Ha frequentato la Gesamtschule Berger Feld.
Si è sposato con la compagna di lunga data Larissa Stollenwerk nel 2020, e nel giugno 2021 hanno avuto un figlio.

## Caratteristiche tecniche
Matip è un difensore noto per la sua abilità di avanzare palla al piede per creare slancio.

## Carriera

### Club

#### Gli inizi, Schalke 04

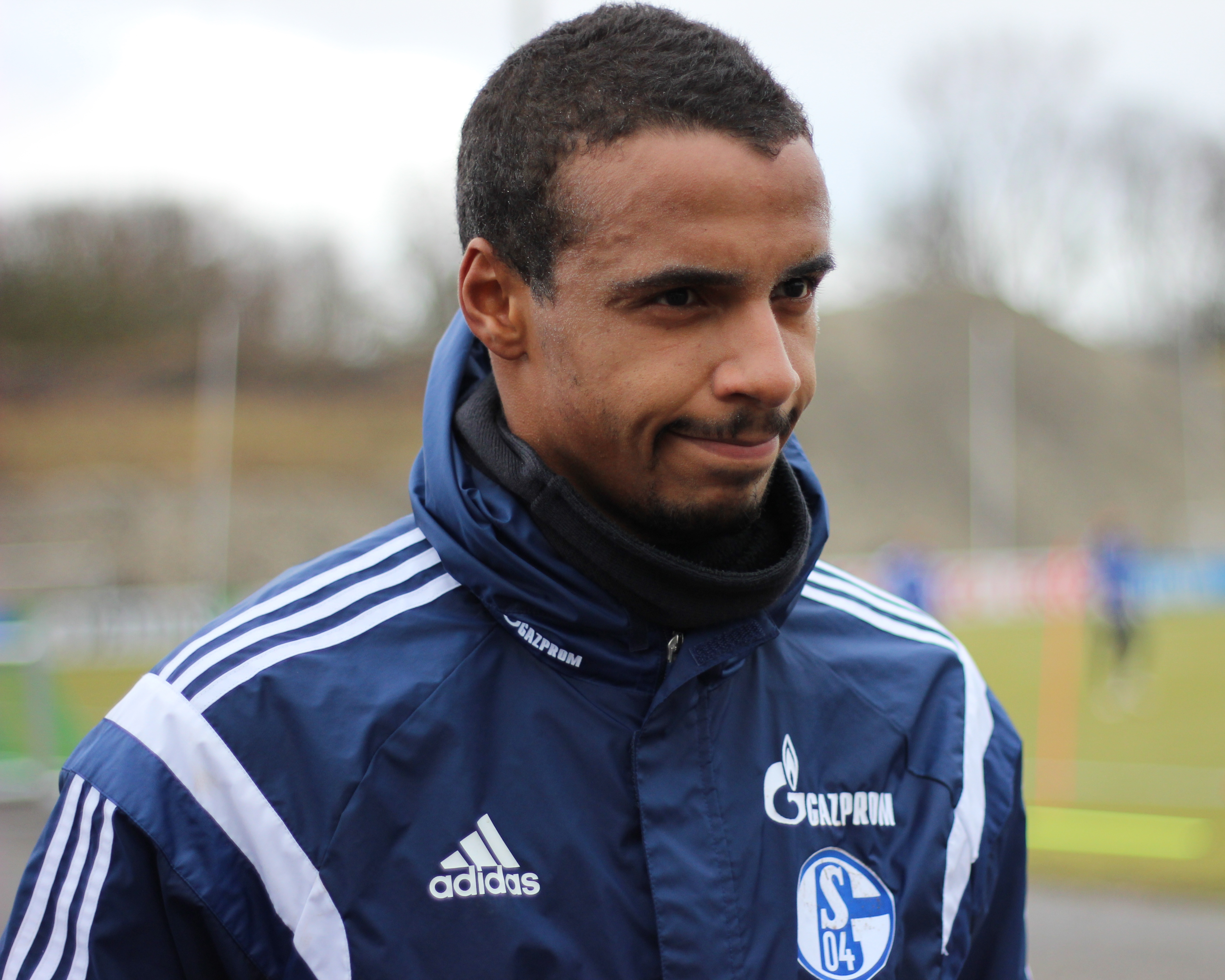
Matip con lo Schalke nel 2015.

Matip inizia la sua carriera nel 1994, fra le giovanili dell'FC Weitmar. 3 anni dopo entra a far parte del Bochum, mentre nel 2000 viene acquistato a titolo definitivo dallo Schalke 04. Nel 2009 gioca nella Regionalliga con la seconda squadra, mentre il 7 novembre 2009 esordisce in Bundesliga nella partita contro il Bayern Monaco, terminata 1-1, giocando da mediano davanti alla difesa e segnando il gol del definitivo pareggio.
Il 2 marzo 2010 rinnova il contratto con il club di Gelsenkirchen per altri tre anni. Il 5 aprile 2011, nella partita d'andata dei quarti di finale di Champions League, segna la rete del momentaneo 1-1 contro l'Inter a San Siro con un destro di contro balzo in mezzo all'area (la partita terminerà 2-5 in favore dei tedeschi).

#### Liverpool e ritiro

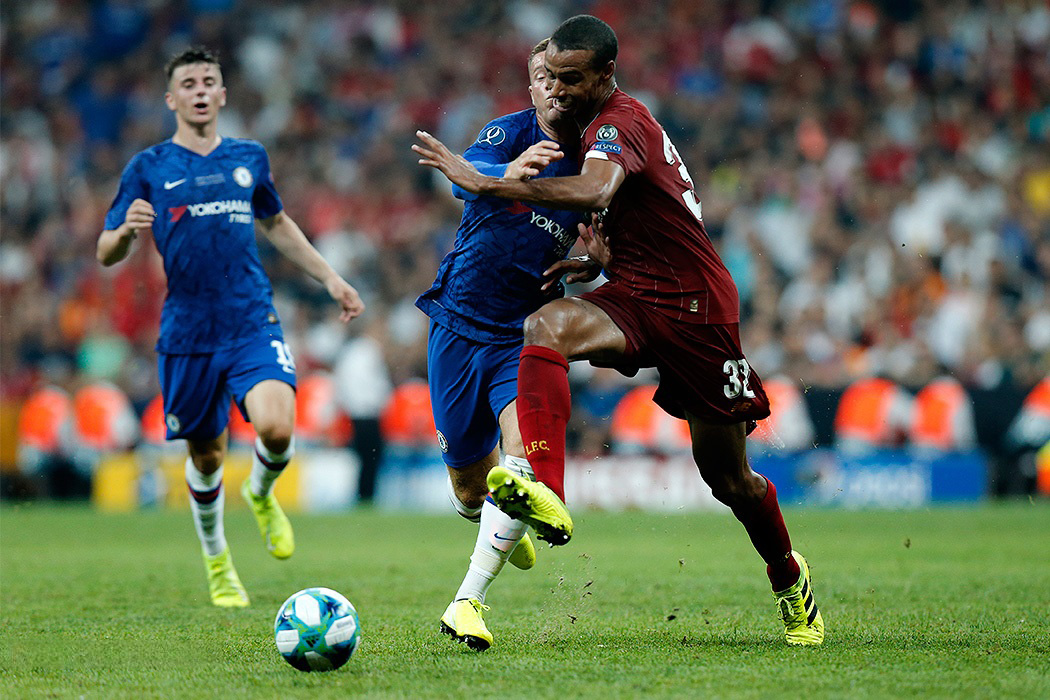
Contrasto di gioco tra Ross Barkley (Chelsea) e Matip durante la Supercoppa UEFA 2019

Il 15 febbraio 2016 lo Schalke 04 tramite il sito ufficiale conferma che Matip sarà un giocatore del Liverpool. Il centrale ha comunicato la sua decisione di non rinnovare con la società e di trasferirsi ai Reds. Per la sua nuova avventura inglese sceglie di indossare la maglia numero 32. La prima presenza stagionale la trova in occasione del secondo turno di Football League Cup giocata e vinta 5-0 contro il Burton Albion.
Il 27 agosto 2016 trova la prima presenza in Premier League nella gara pareggiata 1-1 contro il Tottenham. Il 29 ottobre trova il primo gol stagionale e con la maglia del Liverpool nella partita finita con il risultato di 4-2 sul campo del Crystal Palace.
Titolare fisso della squadra inglese, alla terza stagione si laurea campione d'Europa, conquistando il 1º giugno 2019 la Champions League grazie alla vittoria 2-0 ottenuta sul Tottenham, partita in cui Matip serve l'assist al compagno Divock Origi per il gol del definitivo 2-0.
Il 17 maggio 2024, viene annunciato che Matip avrebbe lasciato il club inglese al termine della stagione, alla scadenza naturale del suo contratto, chiudendo così la sua esperienza con i Reds dopo aver vinto una Champions League, una Supercoppa UEFA, una Coppa del mondo per club FIFA, un campionato inglese, due Coppe di Lega, una FA Cup ed un Community Shield.
Rimasto senza squadra, il 12 ottobre 2024 annuncia il ritiro dell'attività agonistica.

## Statistiche

### Presenze e reti nei club
Statistiche aggiornate al 30 giugno 2024.
| Stagione             | Squadra              | Campionato           | Campionato | Campionato | Coppe nazionali | Coppe nazionali | Coppe nazionali | Coppe continentali | Coppe continentali | Coppe continentali | Altre coppe | Altre coppe | Altre coppe | Totale | Totale |
| Stagione             | Squadra              | Comp                 | Pres       | Reti       | Comp            | Pres            | Reti            | Comp               | Pres               | Reti               | Comp        | Pres        | Reti        | Pres   | Reti   |
| -------------------- | -------------------- | -------------------- | ---------- | ---------- | --------------- | --------------- | --------------- | ------------------ | ------------------ | ------------------ | ----------- | ----------- | ----------- | ------ | ------ |
| 2009-2010            | Schalke 04 II        | RLW                  | 3          | 1          | -               | -               | -               | -                  | -                  | -                  | -           | -           | -           | 3      | 1      |
| 2010-2011            | Schalke 04 II        | RLW                  | 1          | 0          | -               | -               | -               | -                  | -                  | -                  | -           | -           | -           | 1      | 0      |
| Totale Schalke 04 II | Totale Schalke 04 II | Totale Schalke 04 II | 4          | 1          |                 | -               | -               |                    | -                  | -                  |             | -           | -           | 4      | 1      |
| 2009-2010            | Schalke 04           | BL                   | 20         | 3          | CG              | 2               | 0               | -                  | -                  | -                  | -           | -           | -           | 22     | 3      |
| 2010-2011            | Schalke 04           | BL                   | 26         | 0          | CG              | 4               | 0               | UCL                | 11                 | 1                  | SG          | 1           | 0           | 42     | 1      |
| 2011-2012            | Schalke 04           | BL                   | 30         | 3          | CG              | 3               | 1               | UEL                | 13                 | 1                  | SG          | 1           | 0           | 47     | 5      |
| 2012-2013            | Schalke 04           | BL                   | 32         | 3          | CG              | 1               | 0               | UCL                | 6                  | 0                  | -           | -           | -           | 39     | 3      |
| 2013-2014            | Schalke 04           | BL                   | 31         | 3          | CG              | 3               | 0               | UCL                | 8                  | 1                  | -           | -           | -           | 42     | 4      |
| 2014-2015            | Schalke 04           | BL                   | 21         | 2          | CG              | 1               | 1               | UCL                | 3                  | 0                  | -           | -           | -           | 25     | 3      |
| 2015-2016            | Schalke 04           | BL                   | 34         | 3          | CG              | 2               | 0               | UEL                | 5                  | 1                  | -           | -           | -           | 41     | 4      |
| Totale Schalke 04    | Totale Schalke 04    | Totale Schalke 04    | 194        | 17         |                 | 16              | 2               |                    | 46                 | 4                  |             | 2           | 0           | 258    | 23     |
| 2016-2017            | Liverpool            | PL                   | 29         | 1          | FACup+CdL       | 0+3             | 0               | -                  | -                  | -                  | -           | -           | -           | 32     | 1      |
| 2017-2018            | Liverpool            | PL                   | 25         | 1          | FACup+CdL       | 2+0             | 0               | UCL                | 8                  | 0                  | -           | -           | -           | 35     | 1      |
| 2018-2019            | Liverpool            | PL                   | 22         | 1          | FACup+CdL       | 0+1             | 0               | UCL                | 8                  | 0                  | -           | -           | -           | 31     | 1      |
| 2019-2020            | Liverpool            | PL                   | 9          | 1          | FACup+CdL       | 1+0             | 0               | UCL                | 1                  | 0                  | CS+SU+Cmc   | 1+1+0       | 1+0+0       | 13     | 2      |
| 2020-2021            | Liverpool            | PL                   | 10         | 1          | FACup+CdL       | 0               | 0               | UCL                | 2                  | 0                  | CS          | 0           | 0           | 12     | 1      |
| 2021-2022            | Liverpool            | PL                   | 31         | 3          | FACup+CdL       | 1+4             | 0               | UCL                | 7                  | 0                  | -           | -           | -           | 43     | 3      |
| 2022-2023            | Liverpool            | PL                   | 14         | 1          | FACup+CdL       | 1+1             | 0               | UCL                | 4                  | 1                  | CS          | 1           | 0           | 21     | 2      |
| 2023-2024            | Liverpool            | PL                   | 10         | 0          | FACup+CdL       | 0+1             | 0+0             | UEL                | 3                  | 0                  | -           | -           | -           | 14     | 0      |
| Totale Liverpool     | Totale Liverpool     | Totale Liverpool     | 150        | 9          |                 | 15              | 0               |                    | 33                 | 1                  |             | 3           | 1           | 199    | 11     |
| Totale carriera      | Totale carriera      | Totale carriera      | 348        | 27         |                 | 31              | 2               |                    | 79                 | 5                  |             | 5           | 1           | 461    | 35     |

### Cronologia presenze e reti in nazionale
| Cronologia completa delle presenze e delle reti in nazionale ― Camerun | Cronologia completa delle presenze e delle reti in nazionale ― Camerun | Cronologia completa delle presenze e delle reti in nazionale ― Camerun | Cronologia completa delle presenze e delle reti in nazionale ― Camerun | Cronologia completa delle presenze e delle reti in nazionale ― Camerun | Cronologia completa delle presenze e delle reti in nazionale ― Camerun | Cronologia completa delle presenze e delle reti in nazionale ― Camerun | Cronologia completa delle presenze e delle reti in nazionale ― Camerun |
| Data                                                                   | Città                                                                  | In casa                                                                | Risultato                                                              | Ospiti                                                                 | Competizione                                                           | Reti                                                                   | Note                                                                   |
| ---------------------------------------------------------------------- | ---------------------------------------------------------------------- | ---------------------------------------------------------------------- | ---------------------------------------------------------------------- | ---------------------------------------------------------------------- | ---------------------------------------------------------------------- | ---------------------------------------------------------------------- | ---------------------------------------------------------------------- |
| 3-3-2010                                                               | Montecarlo                                                             | Italia                                                                 | 0 – 0                                                                  | Camerun                                                                | Amichevole                                                             | -                                                                      | 46’                                                                    |
| 25-5-2010                                                              | Linz                                                                   | Georgia                                                                | 0 – 0                                                                  | Camerun                                                                | Amichevole                                                             | -                                                                      | 46’ 82’                                                                |
| 29-5-2010                                                              | Klagenfurt am Wörthersee                                               | Slovacchia                                                             | 1 – 1                                                                  | Camerun                                                                | Amichevole                                                             | -                                                                      | 85’                                                                    |
| 5-6-2010                                                               | Belgrado                                                               | Serbia                                                                 | 4 – 3                                                                  | Camerun                                                                | Amichevole                                                             | -                                                                      | 64’                                                                    |
| 14-6-2010                                                              | Bloemfontein                                                           | Giappone                                                               | 1 – 0                                                                  | Camerun                                                                | Mondiali 2010 - 1º turno                                               | -                                                                      | 63’                                                                    |
| 11-8-2010                                                              | Varsavia                                                               | Polonia                                                                | 0 – 3                                                                  | Camerun                                                                | Amichevole                                                             | -                                                                      | 76’                                                                    |
| 9-2-2011                                                               | Skopje                                                                 | Macedonia                                                              | 0 – 1                                                                  | Camerun                                                                | Amichevole                                                             | -                                                                      | 78’                                                                    |
| 11-11-2011                                                             | Marrakech                                                              | Camerun                                                                | 3 – 1                                                                  | Sudan                                                                  | Amichevole                                                             | -                                                                      |                                                                        |
| 13-11-2011                                                             | Marrakech                                                              | Marocco                                                                | 1 – 1                                                                  | Camerun                                                                | Amichevole                                                             | -                                                                      |                                                                        |
| 29-2-2012                                                              | Bissau                                                                 | Guinea-Bissau                                                          | 0 – 1                                                                  | Camerun                                                                | Qual. Coppa d'Africa 2012                                              | -                                                                      | 71’                                                                    |
| 26-5-2012                                                              | Amanvillers                                                            | Guinea                                                                 | 1 – 2                                                                  | Camerun                                                                | Amichevole                                                             | -                                                                      |                                                                        |
| 14-10-2012                                                             | Yaoundé                                                                | Camerun                                                                | 2 – 1                                                                  | Capo Verde                                                             | Qual. Coppa d'Africa 2013                                              | -                                                                      | 84’                                                                    |
| 14-11-2012                                                             | Ginevra                                                                | Albania                                                                | 0 – 0                                                                  | Camerun                                                                | Amichevole                                                             | -                                                                      |                                                                        |
| 23-3-2013                                                              | Yaoundé                                                                | Camerun                                                                | 2 – 1                                                                  | Togo                                                                   | Qual. Mondiali 2014                                                    | -                                                                      |                                                                        |
| 2-6-2013                                                               | Kiev                                                                   | Ucraina                                                                | 0 – 0                                                                  | Camerun                                                                | Amichevole                                                             | -                                                                      | 55’                                                                    |
| 9-6-2013                                                               | Lome                                                                   | Togo                                                                   | 0 – 3                                                                  | Camerun                                                                | Qual. Mondiali 2014                                                    | -                                                                      | 46’                                                                    |
| 16-6-2013                                                              | Kinshasa                                                               | RD del Congo                                                           | 0 – 0                                                                  | Camerun                                                                | Qual. Mondiali 2014                                                    | -                                                                      |                                                                        |
| 9-8-2013                                                               | Yaoundé                                                                | Camerun                                                                | 1 – 3                                                                  | Gabon                                                                  | Amichevole                                                             | -                                                                      |                                                                        |
| 8-9-2013                                                               | Yaoundé                                                                | Camerun                                                                | 1 – 0                                                                  | Libia                                                                  | Qual. Mondiali 2014                                                    | -                                                                      |                                                                        |
| 13-10-2013                                                             | Tunisi                                                                 | Tunisia                                                                | 0 – 0                                                                  | Camerun                                                                | Qual. Mondiali 2014                                                    | -                                                                      | 60’                                                                    |
| 5-3-2014                                                               | Leiria                                                                 | Portogallo                                                             | 5 – 1                                                                  | Camerun                                                                | Amichevole                                                             | -                                                                      | 72’                                                                    |
| 26-5-2014                                                              | Kufstein                                                               | Macedonia                                                              | 0 – 2                                                                  | Camerun                                                                | Amichevole                                                             | -                                                                      |                                                                        |
| 29-5-2014                                                              | Kufstein                                                               | Camerun                                                                | 1 – 2                                                                  | Paraguay                                                               | Amichevole                                                             | -                                                                      | 63’                                                                    |
| 1-6-2014                                                               | Mönchengladbach                                                        | Germania                                                               | 2 – 2                                                                  | Camerun                                                                | Amichevole                                                             | -                                                                      |                                                                        |
| 7-6-2014                                                               | Yaoundé                                                                | Camerun                                                                | 1 – 0                                                                  | Moldavia                                                               | Amichevole                                                             | -                                                                      | 71’                                                                    |
| 18-6-2014                                                              | Manaus                                                                 | Camerun                                                                | 0 – 4                                                                  | Croazia                                                                | Mondiali 2014 - 1º turno                                               | -                                                                      |                                                                        |
| 23-6-2014                                                              | Brasilia                                                               | Brasile                                                                | 4 – 1                                                                  | Camerun                                                                | Mondiali 2014 - 1º turno                                               | 1                                                                      |                                                                        |
| 6-9-2015                                                               | Banjul                                                                 | Gambia                                                                 | 0 – 1                                                                  | Camerun                                                                | Qual. Coppa d'Africa 2015                                              | -                                                                      |                                                                        |
| Totale                                                                 |                                                                        | Presenze                                                               | 28                                                                     |                                                                        | Reti                                                                   | 1                                                                      |                                                                        |

## Palmarès

### Competizioni nazionali
- Coppa di Germania: 1

Schalke 04: 2010-2011
- Supercoppa di Germania: 1

Schalke 04: 2011
- Campionato inglese: 1

Liverpool: 2019-2020
- Coppa di Lega inglese: 2

Liverpool: 2021-2022, 2023-2024
- Coppa d'Inghilterra: 1

Liverpool: 2021-2022
- Community Shield: 1

Liverpool: 2022

### Competizioni internazionali
- UEFA Champions League: 1

Liverpool: 2018-2019
- Supercoppa UEFA: 1

Liverpool: 2019
- Coppa del mondo per club: 1

Liverpool: 2019